# Liste der Monuments historiques in Le Breuil (Allier)
Die Liste der Monuments historiques in Le Breuil (Allier) führt die Monuments historiques in der französischen Gemeinde Le Breuil auf.

## Liste der Bauwerke
| Bezeichnung                 | Beschreibung              | Standort | Kennzeichnung | Schutzstatus | Datum | Bild           |
| --------------------------- | ------------------------- | -------- | ------------- | ------------ | ----- | -------------- |
| Kirche Notre-Dame-St-Blaise | Erbaut im 12. Jahrhundert | (Lage)   | PA00093025    | Inscrit      | 1927  | weitere Bilder |

## Liste der Objekte
| Bezeichnung                                               | Beschreibung                       | Standort                                  | Kennzeichnung | Schutzstatus | Datum | Bild |
| --------------------------------------------------------- | ---------------------------------- | ----------------------------------------- | ------------- | ------------ | ----- | ---- |
| Grabplatte für Alix de Breuil (Fotos in der Base Palissy) | Stein, 14. Jahrhundert             | in der Kirche Notre-Dame-St-Blaise (Lage) | PM03000053    | Classé       | 1902  |      |
| Reliquiar (Fotos in der Base Palissy)                     | Silber, vergoldet, 15. Jahrhundert | im Pfarrhaus                              | PM03000054    | Classé       | 1918  |      |
| Skulptur Madonna mit Kind (Fotos in der Base Palissy)     | Stein, 15. Jahrhundert             | in der Kirche Notre-Dame-St-Blaise (Lage) | PM03000055    | Classé       | 1918  |      |